# Sławomir Olszewski (hokeista)
Sławomir Olszewski  (ur. 1956) – polski hokeista.
Zawodnik grający na pozycji obrońcy. W latach 1976–1985 bronił barw Łódzkiego Klubu Sportowego, a w latach 1986–1987 Polonii Bydgoszcz.